# Stara Gora (gmina Benedikt)
Stara Gora – miejscowość w Słowenii w gminie Benedikt.